# هجليج روكسبوري
الهجليج الروكسبوري (الاسم العلمي:Balanites roxburghii) هي نوع من النباتات يتبع جنس الهجليج من الفصيلة الرطريطية.

## الموئل والانتشار
موطنه الهند.